# 2,2′-bipyridin
2,2'-bipyridin je organická sloučenina se vzorcem C10H8N2, patřící mezi bipyridiny. Jedná se o bidentátní chelatující ligand, který tvoří komplexní sloučeniny s mnoha přechodnými kovy. Jeho komplexy s rutheniem a platinou se vyznačují silnou luminiscencí.

## Příprava, struktura a vlastnosti
2,2'-bipyridin se připravuje dehydrogenací pyridinu pomocí Raneyova niklu:
2 C5H5N → (C5H4N)2 + H2
I když bývá nekoordinovaný bipyridin zobrazován s atomy dusíku v poloze cis, tak má v pevné formě i v roztoku ze všech konformací nejnižší energii rovinná, s dusíkovými atomy v polohách trans.
Monoprotonovaný bipyridin zaujímá cis konformaci.
Tvorba komplexů obdobného N,N-heterocyklického ligandu fenantrolinu nevyžaduje překonání entalpických a entropických bariér, a tak jsou tyto komplexy obvykle stabilnější. pKa konjugovaných kyselin jsou 4,86 a 4,3 a fenantrolin a bipy jsou tak podobně silnými zásadami.
Bylo popsáno mnoho substituovaných variant bipy.

## Koordinačně chemické vlastnosti

### Příklady komplexů
- Mo(CO)4(bipy), odvozený od Mo(CO)6
- RuCl2(bipy)2,[8] prekurzor komplexů se smíšenými ligandy
- [Ru(bipy)3]Cl2, používaný jako luminofor.
- [Fe(bipy)3]2+ se využívá ke kolorimetrické analýze železnatých iontů.

### Tris-bipy komplexy
Komplexy bypyridinu silně absorbují ve viditelném spektru, což lze využít v ultrafialovo-viditelné spektroskopii. Přechody elektronů mezi energetickými hladinami souvisí s přenosy nábojů mezi kovy a ligandy. V „tris(bipy) komplexech“ se na kov koordinují tři molekuly bipyridinu, což lze zapsat jako [M(bipy)3]n+ (M = ion kovu; například Cr, Fe, Co, Ru nebo Rh; bipy = 2,2′-bipyridin). Tyto komplexy obsahují šestikoordinované oktaedrické struktury a mají dva enantiomery:

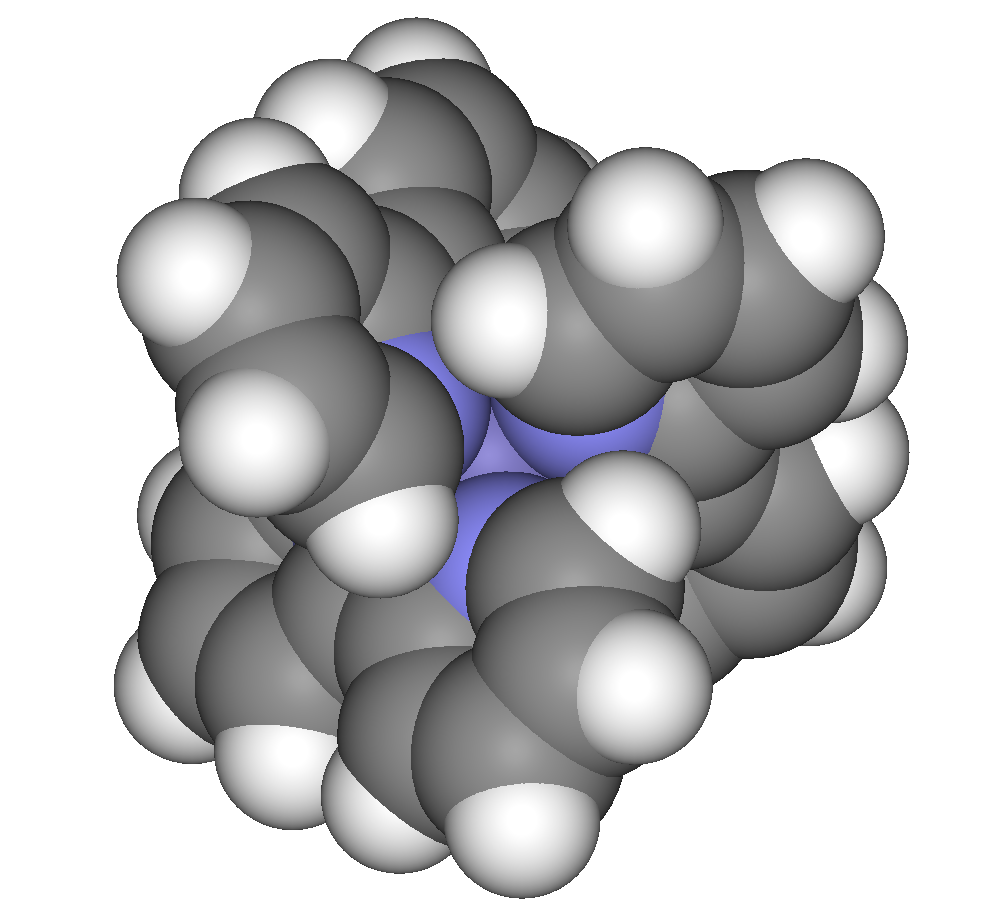
Trojrozměrné zobrazení komplexu [Fe(bipy)_{3}]^{2+}

Tyto i jiné homoleptické tris-2,2′-bipy komplexy přechodných kovů jsou elektroaktivní. Jak na kov, tak i na ligand zaměřené elektrochemické reakce jsou vratné jednoelektronové reakce, které lze pozorovat pomocí cyklické voltametrie. Za silně redukujících podmínek může být většina komplexů tris(bipy) redukována na neutrální sloučeniny obsahující ligandy bipy−; jako příklad lze uvést M(bipy)3, kde M = Al, Cr, Si.